# دانشگاه پژوهشی

دانشگاه جانز هاپکینز نخستین دانشگاه پژوهشی در ایالات متحده آمریکا است.

دانشگاه پژوهشی یا دانشگاه تحقیقاتی، دانشگاهی است که پژوهش در مرکز مأموریت‌های آن است. این دانشگاه‌ها می‌توانند دولتی یا خصوصی باشند. این دانشگاه‌ها «مکان‌های کلیدی توسعهٔ دانش» همراه با «انتقال دانش میان نسل‌ها و گواهی‌کردن دانش جدید» از طریق اعطای مدرک دکترا هستند و همچنان «مرکز اصلی بهره‌وری علمی» می‌باشند. دوره‌های کارشناسی در بسیاری از دانشگاه‌های پژوهشی غالباً آکادمیک هستند نه حرفه‌ای و ممکن است دانشجویان را برای مشاغل خاصی آماده نکنند، اما بسیاری از کارفرمایان به مدارک دانشگاه‌های پژوهشی اهمیت می‌دهند زیرا مهارت‌های اساسی زندگی مانند تفکر انتقادی را آموزش می‌دهند. دانشگاه‌های پژوهشی در سطح جهانی عمدتاً دولتی هستند، با استثناهای قابل‌توجهی در ایالات متحده و ژاپن.

## تاریخچه

### قرن نوزدهم
مفهوم دانشگاه تحقیقاتی برای نخستین بار در آغاز قرن نوزدهم در پروس در آلمان کنونی مطرح شد، جایی که ویلهلم فون هومبولت از دیدگاه خود در مورد Einheit von Lehre und Forschung (وحدت آموزش و پژوهش) به‌عنوان ابزاری برای ایجاد آموزشی که بر حوزه‌های اصلی دانش، از جمله علوم طبیعی، علوم اجتماعی، و علوم انسانی، به جای اهداف پیشین آموزش دانشگاه که توسعه درک حقیقت بود، با تمرکز بر زیبایی و نیک‌زیستی دفاع نمود.

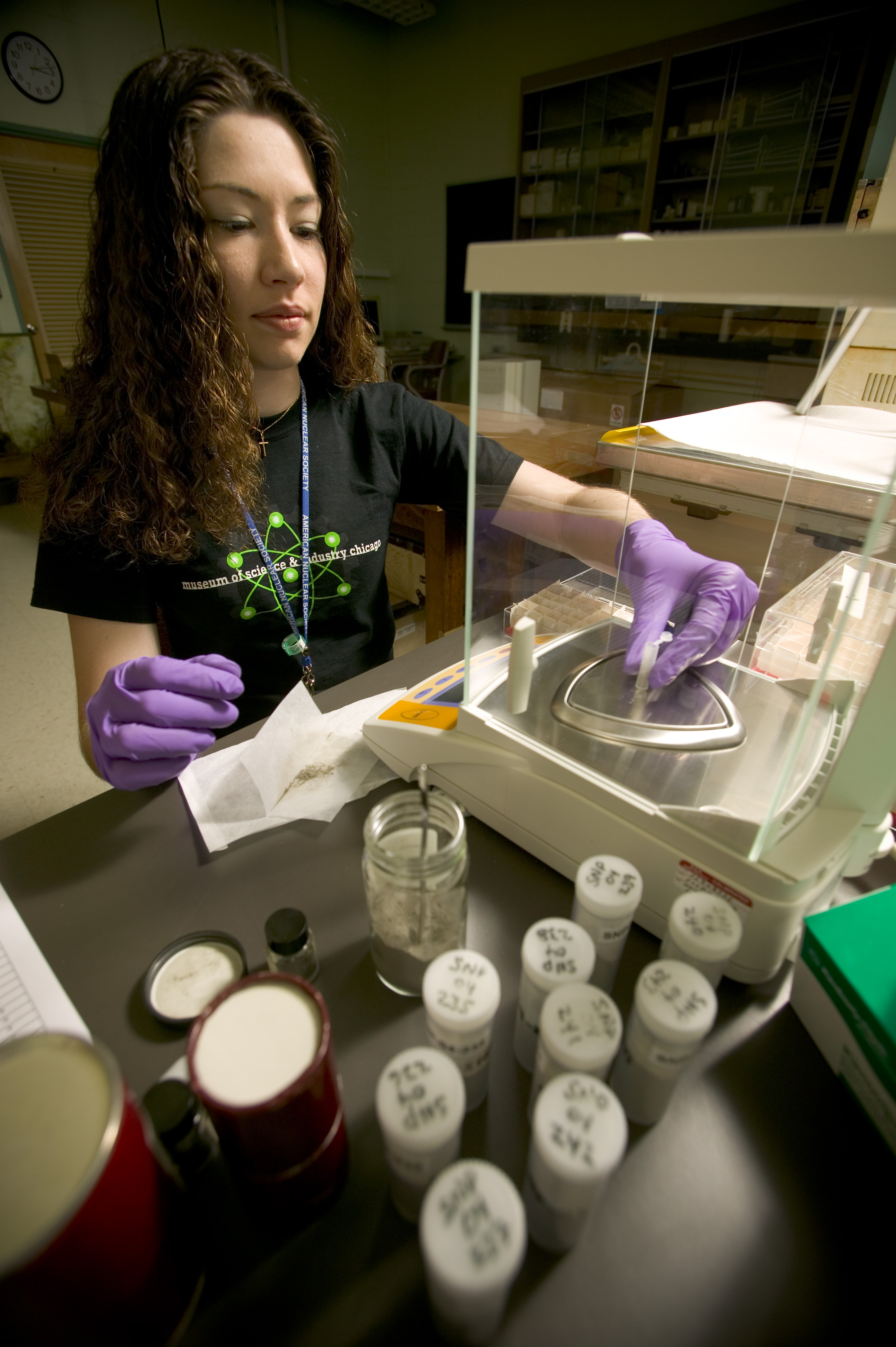
پژوهش هسته‌ای در دانشگاه ویسکانسین-مدیسن، یک دانشگاه تحقیقاتی در مدیسن، ویسکانسین

راجر ال. گایگر، "مورخ برجسته دانشگاه تحقیقاتی آمریکا" استدلال کرده است که "الگوی دانشگاه تحقیقاتی آمریکا توسط پنج کالج از ۹ کالج مستعمراتی که پیش از انقلاب آمریکا، منشور سلطنتی گرفته بودند (هاروارد، ییل، پنسیلوانیا، پرینستون و کلمبیا)؛ پنج دانشگاه دولتی (میشیگان، ویسکانسین، مینه‌سوتا، ایلینوی و کالیفرنیا) و دانشگاه‌هایی که از نخست به‌عنوان دانشگاه‌های تحقیقاتی آغاز به‌کار کرده بودند (ام‌آی‌تی، کرنل، جانز هاپکینز، استنفورد و شیکاگو) بنیان‌نهاده شد. دانشگاه تحقیقاتی آمریکایی برای نخستین بار در پایان قرن نوزدهم ظهور کرد، زمانی که این پانزده مؤسسه آغاز به پیوند برنامه‌های تحصیلات تکمیلی برگرفته از مدل آلمانی با برنامه‌های کارشناسی برگرفته از مدل بریتانیا کردند. در جانز هاپکینز، رئیس دانشگاه دنیل کویت گیلمن، توسعه دانشگاه تحقیقاتی آمریکایی را با تعیین استانداردهای بالا برای جذب هیئت‌علمی و پذیرش دانشجو، و اصرار بر اینکه اعضای هیئت‌علمی باید هم به آموزش و هم به پژوهش متعهد باشند، رهبری کرد.

### قرن بیستم
دانشگاه‌های تحقیقاتی برای استقرار هژمونی ایالات متحده در پایان قرن بیستم ضروری بودند. مهم‌تر از همه، برکلی، شیکاگو، کلمبیا و پرینستون (به همراه بیرمنگام و کمبریج در بریتانیا) به‌طور مستقیم در توسعه نخستین سلاح‌های هسته‌ای (پروژه منهتن) شرکت کردند. علاوه‌بر این، کلمبیا و هاروارد در توسعه اولیه صنعت فیلم آمریکا (هالیوود) نقش داشتند، ام‌آی‌تی و استنفورد در ساخت مجتمع نظامی-صنعتی آمریکایی و توسعه هوش مصنوعی رهبر بودند؛ برکلی و استنفورد نقش اصلی را در توسعه سیلیکون ولی ایفا کردند. «معتبرترین گروه دانشگاه‌های تحقیقاتی» در ایالات متحده، انجمن دانشگاه‌های آمریکایی است.
از دهه ۱۹۶۰، دانشگاه‌های تحقیقاتی آمریکا، به‌ویژه سامانه دانشگاهی تحقیقاتی دولتی آمریکا، دانشگاه کالیفرنیا،  به‌عنوان مدلی برای دانشگاه‌های تحقیقاتی در سراسر جهان عمل کرده‌اند. داشتن یک یا چند دانشگاه بر اساس مدل آمریکایی (ازجمله به‌کارگیری زبان انگلیسی به‌عنوان زبان میانجی) نشانی از «پیشرفت اجتماعی و مدرنیته» برای دولت-ملت معاصر است.

### قرن بیست‌ویکم
تداوم سلطه آمریکایی‌ها در اوایل قرن بیست‌ویکم، همتایان اروپایی را وادار کرده‌است که به‌دلیل نیاز فوری با اصلاحاتی، با این موضوع مقابله کنند تا از "تقلیل‌یافتن به شکل پیشرفته‌ای از کالج‌های تغذیه‌کننده دانشگاه‌های برتر آمریکا" جلوگیری شود. در همان بازه زمانی، چندین دولت نفتی ثروتمند در حوزه خلیج فارس برای ایجاد شعب محلی دانشگاه‌های آمریکایی کمک‌مالی کردند. هنگامی که این رویکرد برای ایجاد زیست‌بوم‌های تحقیقاتی و استارتاپی بومی (برای حمایت از تنوع‌بخشی بلندمدت برنامه‌ریزی‌شده اقتصادهای آنان جهت دوری از نفت) ناکافی بود، آن‌ها با استخدام استادان و کارکنان آموزش‌دیده در غرب، آغاز به ساخت دانشگاه‌های تحقیقاتی خود از پایه کردند.

## ویژگی‌ها
جان تیلور، استاد مدیریت آموزش عالی در دانشگاه لیورپول، ویژگی‌های کلیدی دانشگاه‌های پژوهشی را این‌گونه توصیف می‌کند:
- "حضور پژوهش‌های ناب و کاربردی"
- "ارائه آموزش پژوهش‌محور"
- "گستردگی رشته‌های دانشگاهی"
- "نسبت بالای برنامه‌های پژوهشی تحصیلات تکمیلی"
- "سطوح بالای درآمد خارجی"
- "دیدگاه بین‌المللی"

فیلیپ آلتباخ مجموعه‌ای متفاوت، هرچند مشابه، از ویژگی‌های کلیدی را برای آنچه دانشگاه‌های پژوهشی برای موفقیت نیاز دارند، توصیف می‌کند:
- در رأس سلسله مراتب دانشگاهی در نظام آموزش عالی متمایز و دریافت حمایت مناسب
- به‌طور قاطع مؤسساتی عمومی
- رقابت کمی از سوی مؤسسات پژوهشی غیردانشگاهی، مگر اینکه این مؤسسات ارتباط قوی با دانشگاه‌ها داشته باشند
- بودجه بیشتر نسبت به دیگر دانشگاه‌ها برای جذب بهترین کارکنان و دانشجویان و حمایت از زیرساخت‌های پژوهشی
- بودجه کافی و پایدار
- پتانسیل برای درآمدزایی از شهریه دانشجویی و مالکیت معنوی
- امکانات مناسب
- خودمختاری
- آزادی تحصیلی

گزارش آکادمی ملی علوم، مهندسی و پزشکی در سال ۲۰۱۲، در چارچوب آمریکا دانشگاه‌های پژوهشی را دارای ارزش‌های آزادی فکری، ابتکار و خلاقیت، برتری و گشودگی با ویژگی‌های جانبی مانند:
- بزرگ و جامع بودن - "چندنوعه بودن" کلارک کر
- با تاکید بر تجربه اقامتی در مقطع کارشناسی (که به‌طور خاص به‌عنوان متمایزکنندۀ دانشگاه‌های تحقیقاتی آمریکا از دانشگاه‌های تحقیقاتی اروپا مشخص شده‌است)
- ادغام تحصیلات تکمیلی با پژوهش
- داشتن هیئت‌علمی متعهد در پژوهش و اعطای بورسیه
- انجام پژوهش‌ها در سطوح بالا
- داشتن رهبری روشنگر و جسور